# Harold McCallister
Charles Harold McCallister (Madison, 14 ottobre 1903 – San Marino, 22 ottobre 1997) è stato un pallanuotista statunitense, vincitore di una medaglia di bronzo all'olimpiade di Los Angeles 1932.